# Розроблення похилими шарами
Розро́блення похи́лими шара́ми (рос. разработка наклонными слоями, англ. inclined slicing, нім. Abbau m in geneigten Scheiben) – виймання потужного покладу твердої корисної копалини похилими шарами, частіше за все паралельно площині (поверхні) нашарування порід. Використовують як при шахтному, так і при відкритому способах видобування корисних копалин.

## Шахтне розроблення
При шахтному способі видобування у пластових покладах складної будови розділення на похилі шари проводять по прошарках пустих порід. Розроблення похилими шарами здійснюють в Російській Федерації, Казахстані, Польщі, Чехії, Франції, Японії. Частіше розробляють пласти потужністю 2–3,5 м. Виймання корисної копалини в похилих шарах здійснюють довгими очисними вибоями, застосовуючи системи розроблення, що придатні для покладів сеедньої потужності. Управління гірничим тиском переважно повним обваленням, рідше закладенням виробленого простору. 
Підготовчі виробки при розробленні похилих шарів проводять по кожному шару, але поверхові штреки, бремсберґи, похили і ходки роблять груповими для всіх або частини шарів. Розташовують їх у нижньому шарі. Порядок виїмки шарів може бути висхідним (від ґрунту покладу до покрівлі) або низхідним (від покрівлі до ґрунту). При повному закладенні виробленого простору застосовують обидва порядки виїмки, а при роботі з обваленням – тільки низхідний. Виймання нижчого шару починають через певний проміжок часу, необхідний для ущільнення порід у верхньому шарі. Важливе значення має і повнота виїмки у верхньому шарі. Залишення ціликів небажане через передачу на нижній шар зосередженого тиску порід покрівлі і небезпеки самозаймання корисних копалин. 

## Відкрите розроблення
При відкритих гірничих роботах розроблення похилими шарами — це виймання потужного покладу скельної корисної копалини, яке найчастіше ведеться паралельно площині нашарування порід. У пластових покладах складної будови поділ на похилі шари роблять по прошарках порожніх порід. 
Кар’єрне поле розділяють на похилі виїмкові шари різної потужності в залежності від потужності покладу. Розроблення похилими шарами застосовується при кутах падіння покладу не більш ніж 25 °, з послідовним розробленням (з випередженням) окремих шарів перед іншими.